# Hot Stove League
Hot Stove League (coreano: 스토브리그; RR: Seutobeu Ligeu; lit. Stove League), es una serie de televisión surcoreana transmitida del 13 de diciembre del 2019 hasta el 14 de febrero del 2020, a través de SBS TV.

## Sinopsis
La serie sigue a dos gerentes cuyo objetivo es trasladar a su equipo de béisbol "Dreams" desde la parte inferior de la liga hasta la cima. Con la llegada del nuevo gerente general al equipo (que está enfrentando dificultades), se preparan para tener una temporada extraordinaria convirtiéndose en el proceso en un equipo más fuerte.
Un día, Baek Seung-soo es nombrado como el nuevo gerente general del equipo "Dreams" (cuya posición en la tabla, es la última). A pesar de que Seung-soo ha trabajado en el campo deportivo, sólo ha dirigido equipos poco populares, quienes luego de ganar la liga se disuelven debido a dificultades financieras de las empresas que los financian. Por otro lado Lee Se-young, es la joven jefe del equipo directivo, así como una mujer altamente reconocida por su perseverancia, lealtad e intensa pasión por el equipo.
A ellos se les une Han Jae-hee, un joven energético así como el nieto de un fabricante de muebles, Kwon Kyeong-min, un jugador de softbol convertido en locutor deportivo y Yoo Min-ho, un joven lanzador y promesa, que ama el béisbol. Juntos, se embarcarán en un viaje para encontrar una manera de cambiar la fortuna del equipo.

## Reparto[4]

### Personajes principales
| Actor        | Personaje       | N.º de episodios | Notas |
| ------------ | --------------- | ---------------- | --- |
| Namkoong Min | Baek Seung-soo  | 16               | Con la próxima temporada de béisbol acercándose, Seung-soo es nombrado como el nuevo gerente general del equipo "Dreams". Aunque su personalidad no es tan agradable, está decidido a dar su mayor esfuerzo por hacer que el equipo sea el mejor.           |
| Park Eun-bin | Lee Se-young    | 16               | Es la única mujer mánager en la liga y le apasiona mucho su equipo "Dreams". Aunque ha trabajado en el campo deportivo durante los últimos diez años, nunca se rinde.                                                                                       |
| Oh Jung-se   | Kwon Kyeong-min | 16               | Es el director del grupo "Jaesong" y el sobrino del dueño del equipo "Dreams", así como el responsable de contratar a Baek Seung-soo, sin embargo en realidad secretamente intenta sabotear al equipo.                                                      |
| Jo Byung-gyu | Han Jae-hee     | 16               | Es miembro del equipo de operaciones de las oficinas del equipo "Dreams", a pesar de obtener su trabajo a través de conexiones, poco a poco Jae-hee se apasiona por el equipo y trabaja duro para hacerlos los mejores. Se siente atraído por Lee Se-young. |

### Personajes secundarios

#### Miembros de la Oficina de "Dreams"
| Actor          | Personaje       | Episodios donde apareció | Notas                                                    |
| -------------- | --------------- | ------------------------ | -------------------------------------------------------- |
| Son Jong-hak   | Go Kang-seon    | -                        | Es el CEO del equipo "Dreams".                           |
| Lee Jun-hyeok  | Go Se-hyeok     | -                        | Es el jefe del equipo de reconocimiento de "Dreams".     |
| Yoon Byung-hee | Yang Won-seop   | -                        | Es un miembro del equipo de reconocimiento de "Dreams".  |
| Kim Do-hyun    | Yoo Kyeong-taek | -                        | Es el líder del equipo de análisis de poder de "Dreams". |
| Kim Soo-jin    | Lim Mi-seon     | -                        | Es la jefa del equipo de marketing.                      |
| Park Jin-woo   | Byeon Chi-hoon  | -                        | Es el líder del equipo de relaciones públicas.           |
| Kim Ki-moo     | Jang Woo-seok   | -                        | Es el jefe adjunto del equipo de reconocimiento.         |

#### Jugadores del Equipo "Dreams"
| Actor                  | Personaje      | Episodios donde apareció | Notas |
| ---------------------- | -------------- | ------------------------ | --- |
| Hong Ki-joon (홍기준)  | Jang Jin-woo   | -                        | Es el veterano lanzador del equipo. |
| Chae Jong-hyeop        | Yoo Min-ho     | -                        | Es un joven prospecto y lanzador en ascenso que se une al equipo "Dreams" y pronto se vuelve en una pieza importante del grupo. Min-ho ama el béisbol, a pesar de sus antecedentes desafortunados. |
| Jo Han-sun             | Lim Dong-gyu   | -                        | Es el bateador de limpieza (el cuarto bateador de la alineación) del equipo. |
| Cha Yeob (차엽)        | Seo Yeong-joo  | -                        | Es el receptor principal del equipo. |
| Kim Dong-won (김동원)  | Kwak Han-young | -                        | Es el bateador del equipo. |
| Song Yool-kyu (송율규) | Kim Gi-bum     | -                        | Es el jugador de cuadro del equipo. |
| Kim Bong-man (김봉만)  | Kang Tae-min   | -                        | |
| Jang Won-hyung         | Lee Yong-jae   | -                        | |

#### Miembros del Cuerpo Técnico de "Dreams"
| Actor                 | Personaje      | Episodios donde apareció | Notas                                                                  |
| --------------------- | -------------- | ------------------------ | ---------------------------------------------------------------------- |
| Lee Eol (이얼)        | Yoon Seong-bok | -                        | Es el entrenador en jefe del equipo.                                   |
| Son Kwang-up (손광업) | Choi Yong-goo  | -                        | Es el entrenador de lanzadores del equipo.                             |
| Kim Min-sang (김민상) | Lee Cheol-min  | -                        | Es el entrenador de banca, así como el asesor en el juego del gerente. |
| Seo Ho-chul (서호철)  | Min Tae-seong  | -                        | Es el entrenador de bateo del equipo.                                  |

#### Familiares
| Actor                 | Personaje      | Episodios donde apareció | Notas |
| --------------------- | -------------- | ------------------------ | --- |
| Yoon Sun-woo          | Baek Yeong-soo | -                        | Es el hermano menor de Baek Seung-soo. |
| Kim Jung-hwa          | Yoo Jung-in    | -                        | Es la exesposa de Baek Seung-soo. A pesar de que para Seung-soo, es una mujer respetable, una buena amiga y una buena esposa, terminan divorciándose. Jung-in comparte el mismo dolor que él, pero es fuerte e intenta superarlo. |
| Yoon Bok-in (윤복인)  | Jung Mi-sook   | -                        | Es la madre de Lee Se-young. |
| Lee So-yun (이소윤)   | -              | 5, 9                     | Es la esposa de Gil Chang-joo. |
| Gong Sang-ah (공상아) | -              | -                        | Es la esposa del jugador Kim Gi-bum. |

#### Miembros del Equipo "Vikings"
| Actor                 | Personaje      | Episodios donde apareció | Notas                                       |
| --------------------- | -------------- | ------------------------ | ------------------------------------------- |
| Lee Dae-yeon (이대연) | Kim Jong-moo   | -                        | Es el gerente general del equipo "Vikings". |
| Ha Do-kwon            | Kang Doo-gi    | -                        | Es el lanzador estrella del equipo.         |
| Yoo In-hyuk           | Kim Kwan-sik   | -                        | Es un jugador del equipo.                   |
| Kim Kang-min          | Lee Chang-kwon | -                        | Es un jugador del equipo                    |

### Otros personajes
| Actor                    | Personaje                   | Episodios donde apareció | Notas                                                                    |
| ------------------------ | --------------------------- | ------------------------ | ------------------------------------------------------------------------ |
| Song Min-hyung           | Seo Gi-woong                | -                        |                                                                          |
| Song Young-kyu           | Oh Sang-hoon                | -                        | Es el gerente general del equipo "Pelicans".                             |
| Yong Jin (용진)          | -                           | -                        | Es el entrenador de lanzadores del grupo "Pelicans"                      |
| Park So-jin              | Kim Young-chae              | -                        | Es una locutora deportiva, que en el pasado fue una jugadora de softbol. |
| Lee Yong-woo             | Gil Chang-joo / Robert Gill | -                        | Es un inteligente traductor y antiguo jugador de béisbol.                |
| Jeon Gook-hwan (전국환)  | Kwon Il-do                  | -                        | Es el presidente del grupo "Jaesong".                                    |
| Hong-In (홍인)           | Kwon Kyung-joon             | -                        | Es un miembro del grupo "Jaesong".                                       |
| Lee Gyu-ho (이규호)      | Chun Heung-man              | 3, 12                    | Es un jugador de "Ssireum" y exatleta de lucha libre.                    |
| Ha Soo-ho (하수호)       | Heo Jin-wook                | 11                       | Es un lanzador de bolas.                                                 |
| Kim Hwan                 | -                           | 12                       |                                                                          |
| Jung Kang-hee (정강희)   | -                           | 12                       |                                                                          |
| Kim Kwang-hyun (김광현)  | Moon Byung-do               | -                        |                                                                          |
| Hwang Tae-kwang (황태광) | Ha Sung-joo                 | -                        |                                                                          |
| Seo Wang-seok (서동석)   | -                           | -                        | Es un analista de noticias de béisbol.                                   |
| John D. Michaels         | -                           | -                        | Es un agente de béisbol.                                                 |
| Shin Hee-gook (신희국)   | -                           | -                        |                                                                          |
| Jung Jae-kwon (장재권)   | -                           | -                        |                                                                          |

### Apariciones especiales
| Actor       | Personaje   | Episodios donde apareció | Notas                   |
| ----------- | ----------- | ------------------------ | ----------------------- |
| Lee Je-hoon | Lee Je-hoon | 16                       | Es el CEO de "PF Soft". |
| Pengsoo     | Pengsoo     | 16                       |                         |

## Episodios
La serie está conformada por 16 episodios, los cuales fueron emitidos todos los viernes y sábados a las 22:00 (KST).
A partir del episodio 10, los demás fueron divididos en tres partes en lugar de dos.

### Raitings
Los números en color rojo indican las calificaciones más bajas, mientras que los números en azul indican las calificaciones más altas.
| N.º      | Parte    | Título | Fecha de emisión        | Participación promedio de audiencia | Participación promedio de audiencia |
| N.º      | Parte    | Título | Fecha de emisión        | AGB Nielsen                         | AGB Nielsen                         |
| N.º      | Parte    | Título | Fecha de emisión        | Nacional                            | Seúl                                |
| -------- | -------- | --- | ----------------------- | ----------------------------------- | ----------------------------------- |
| 1        | 1        | My Name Is Baek Seung-soo And I'm the General Manager (단장 백승수입니다)                                                | 13 de diciembre de 2019 | 3.3% (NR)                           | N/A                                 |
| 1        | 2        | My Name Is Baek Seung-soo And I'm the General Manager (단장 백승수입니다)                                                | 13 de diciembre de 2019 | 5.5% (16.ª)                         | 5.8% (13.ª)                         |
| 2        | 1        | I am Going to Trade Lim Dong-gyu (임동규 선수를 트레이드하겠습니다)                                                      | 14 de diciembre de 2019 | 5.5% (NR)                           | N/A                                 |
| 2        | 2        | I am Going to Trade Lim Dong-gyu (임동규 선수를 트레이드하겠습니다)                                                      | 14 de diciembre de 2019 | 7.8% (11.ª)                         | 8.3% (7.ª)                          |
| 3        | 1        | It's a Team That's Bad at Baseball and Also Without a Future (야구는 제일 못하는데, 미래도 없는 팀)                      | 20 de diciembre de 2019 | 7.3% (14.ª)                         | 8.3% (10.ª)                         |
| 3        | 2        | It's a Team That's Bad at Baseball and Also Without a Future (야구는 제일 못하는데, 미래도 없는 팀)                      | 20 de diciembre de 2019 | 9.6% (6.ª)                          | 10.3% (4.ª)                         |
| 4        | 1        | I'd Say It's an Unprecedented Scouting Scandal of a Professional Team (전례 없는 프로팀 스카우트 비리가 아닐까 싶습니다) | 21 de diciembre de 2019 | 8.2% (10.ª)                         | 8.5% (9.ª)                          |
| 4        | 2        | I'd Say It's an Unprecedented Scouting Scandal of a Professional Team (전례 없는 프로팀 스카우트 비리가 아닐까 싶습니다) | 21 de diciembre de 2019 | 11.4% (3.ª)                         | 11.9% (3.ª)                         |
| 5        | 1        | Do You Want to Make a Bet? Let's See Who Is Laughing When We Arrive In Korea (내기하실까요, 귀국길에 웃는 게 누군지?)    | 27 de diciembre de 2019 | 9.6% (6.ª)                          | 10.1% (4.ª)                         |
| 5        | 2        | Do You Want to Make a Bet? Let's See Who Is Laughing When We Arrive In Korea (내기하실까요, 귀국길에 웃는 게 누군지?)    | 27 de diciembre de 2019 | 12.4% (2.ª)                         | 12.9% (2.ª)                         |
| 6        | 1        | Did You Bring Someone Problematic From America? (미국에서 뭐 문제 있는 애 데리고 왔어?)                                  | 3 de enero de 2020      | 11.6% (6.ª)                         | 13.1% (4.ª)                         |
| 6        | 2        | Did You Bring Someone Problematic From America? (미국에서 뭐 문제 있는 애 데리고 왔어?)                                  | 3 de enero de 2020      | 14.1% (2.ª)                         | 15.4% (2.ª)                         |
| 7        | 1        | Cut a Little Bit Larger (삭감 폭이 좀 큽니다)                                                                            | 4 de enero de 2020      | 11.3% (4.ª)                         | 12.5% (4.ª)                         |
| 7        | 2        | Cut a Little Bit Larger (삭감 폭이 좀 큽니다)                                                                            | 4 de enero de 2020      | 13.8% (3.ª)                         | 15.1% (3.ª)                         |
| 8        | 1        | How Much Do You Want? (얼마를 받아야 되는 겁니까)                                                                        | 10 de enero de 2020     | 12.2% (6.ª)                         | 13.7% (4.ª)                         |
| 8        | 2        | How Much Do You Want? (얼마를 받아야 되는 겁니까)                                                                        | 10 de enero de 2020     | 14.9% (2.ª)                         | 16.3% (2.ª)                         |
| 9        | 1        | Thank You For Letting Me Dream For A Brief Moment, Baek Seung-soo (잠시나마 꿈을 꾸게 해줘서 감사합니다, 백승수씨)       | 11 de enero de 2020     | 11.8% (4.ª)                         | 13.2% (4.ª)                         |
| 9        | 2        | Thank You For Letting Me Dream For A Brief Moment, Baek Seung-soo (잠시나마 꿈을 꾸게 해줘서 감사합니다, 백승수씨)       | 11 de enero de 2020     | 15.5% (3.ª)                         | 17.0% (3.ª)                         |
| 10       | 1        | Are We Evil? (우리가 적폐입니까?)                                                                                        | 17 de enero de 2020     | 12.9% (5.ª)                         | 14.1% (4.ª)                         |
| 10       | 2        | Are We Evil? (우리가 적폐입니까?)                                                                                        | 17 de enero de 2020     | 15.5% (3.ª)                         | 16.6% (2.ª)                         |
| 10       | 3        | Are We Evil? (우리가 적폐입니까?)                                                                                        | 17 de enero de 2020     | 17.0% (2.ª)                         | 18.4% (1.ª)                         |
| 11       | 1        | What Difference Does It Make If I Bring Them In? (얘네들 데려오면 뭐가 달라져?)                                          | 18 de enero de 2020     | 10.7% (6.ª)                         | 11.6% (5.ª)                         |
| 11       | 2        | What Difference Does It Make If I Bring Them In? (얘네들 데려오면 뭐가 달라져?)                                          | 18 de enero de 2020     | 13.5% (4.ª)                         | 14.5% (4.ª)                         |
| 11       | 3        | What Difference Does It Make If I Bring Them In? (얘네들 데려오면 뭐가 달라져?)                                          | 18 de enero de 2020     | 16.5% (3.ª)                         | 18.1% (3.ª)                         |
| 12       | 1        | Lim Dong-gyu VS Kang Doo-gi (임동규 대 강두기)                                                                           | 31 de enero de 2020     | 12.0% (6.ª)                         | 13.0% (4.ª)                         |
| 12       | 2        | Lim Dong-gyu VS Kang Doo-gi (임동규 대 강두기)                                                                           | 31 de enero de 2020     | 14.4% (3.ª)                         | 15.2% (3.ª)                         |
| 12       | 3        | Lim Dong-gyu VS Kang Doo-gi (임동규 대 강두기)                                                                           | 31 de enero de 2020     | 15.3% (2.ª)                         | 15.5% (2.ª)                         |
| 13       | 1        | I Trust Him, I'm Going to Check Whether the Rumors are True or Not (믿지만 확인은 할 겁니다)                             | 1 de febrero de 2020    | 10.1% (6.ª)                         | 11.2% (5.ª)                         |
| 13       | 2        | I Trust Him, I'm Going to Check Whether the Rumors are True or Not (믿지만 확인은 할 겁니다)                             | 1 de febrero de 2020    | 11.9% (4.ª)                         | 12.9% (4.ª)                         |
| 13       | 3        | I Trust Him, I'm Going to Check Whether the Rumors are True or Not (믿지만 확인은 할 겁니다)                             | 1 de febrero de 2020    | 16.0% (3.ª)                         | 17.4% (3.ª)                         |
| 14       | 1        | The Reason Why We Must Bring Back Lim Dong-gyu (임동규를 다시 데려와야 하는 이유)                                        | 7 de febrero de 2020    | 13.2% (6.ª)                         | 14.4% (4.ª)                         |
| 14       | 2        | The Reason Why We Must Bring Back Lim Dong-gyu (임동규를 다시 데려와야 하는 이유)                                        | 7 de febrero de 2020    | 15.1% (3.ª)                         | 15.8% (3.ª)                         |
| 14       | 3        | The Reason Why We Must Bring Back Lim Dong-gyu (임동규를 다시 데려와야 하는 이유)                                        | 7 de febrero de 2020    | 16.6% (2.ª)                         | 17.2% (2.ª)                         |
| 15       | 1        | I'm Trying To Protect The Dreams At All Costs (어떻게든 드림즈를 지키려고 합니다)                                        | 8 de febrero de 2020    | 10.6% (6.ª)                         | 11.6% (5.ª)                         |
| 15       | 2        | I'm Trying To Protect The Dreams At All Costs (어떻게든 드림즈를 지키려고 합니다)                                        | 8 de febrero de 2020    | 13.6% (4.ª)                         | 14.6% (4.ª)                         |
| 15       | 3        | I'm Trying To Protect The Dreams At All Costs (어떻게든 드림즈를 지키려고 합니다)                                        | 8 de febrero de 2020    | 16.8% (3.ª)                         | 18.2% (3.ª)                         |
| 16       | 1        | The Best Is For Sale (최선은 매각입니다)                                                                                 | 14 de febrero de 2020   | 14.8% (5.ª)                         | 15.8% (4.ª)                         |
| 16       | 2        | The Best Is For Sale (최선은 매각입니다)                                                                                 | 14 de febrero de 2020   | 17.2% (3.ª)                         | 18.3% (3.ª)                         |
| 16       | 3        | The Best Is For Sale (최선은 매각입니다)                                                                                 | 14 de febrero de 2020   | 19.1% (2.ª)                         | 20.8% (1.ª)                         |
| Promedio | Promedio | Promedio | Promedio                | 12.5%                               | —                                   |
| Especial | Especial | Hot Stove League Scout Report (스토브리그 스카우트 리포트)                                                               | 7 de diciembre de 2019  | 2.6% (NR)                           | N/A                                 |
| Especial | Especial | Hot Stove League Final Report (스토브리그 파이널 리포트)                                                                 | 15 de febrero de 2020   | 3.9% (NR)                           | N/A                                 |
| Especial | Especial | Hot Stove League Final Report (스토브리그 파이널 리포트)                                                                 | 15 de febrero de 2020   | 5.8% (NR)                           | N/A                                 |

## Música
El OST de la serie está conformado por 5 partes:

### Parte 1
| No. | Intérprete                | Canción             | Letra                      | Canción                    | Duración |
| --- | ------------------------- | ------------------- | -------------------------- | -------------------------- | -------- |
| 1   | Lee Won-suk (de Daybreak) | "Cue Sign" (큐사인) | Park Se-joon y Woo Ji-hoon | Park Se-joon y Woo Ji-hoon | 4:51     |
| 2   | -                         | "Cue Sign" (Inst.)  | -                          | -                          | 4:51     |

### Parte 2
| No. | Intérprete | Canción        | Letra  | Canción | Duración |
| --- | ---------- | -------------- | ------ | ------- | -------- |
| 1   | Kevin Oh   | "Mind"         | OneTop | OneTop  | 4:01     |
| 2   | -          | "Mind" (Inst.) | -      | -       | 4:01     |

### Parte 3
| No. | Intérprete | Canción                                       | Letra                   | Canción                   | Duración |
| --- | ---------- | --------------------------------------------- | ----------------------- | ------------------------- | -------- |
| 1   | Oliver     | "As The Cold Wind Passes" (찬바람이 스쳐가며) | Han Joon y Park Se-joon | Lee Yu-jin y Park Se-joon | 3:30     |
| 2   | -          | "As The Cold Wind Passes" (Inst.)             | -                       | -                         | 3:30     |

### Parte 4
| No. | Intérprete                  | Canción                                      | Letra                       | Canción                     | Duración |
| --- | --------------------------- | -------------------------------------------- | --------------------------- | --------------------------- | -------- |
| 1   | Kim Tae-hyun (de DickPunks) | "Another Day Is Passing" (하루가 저물어간다) | Jung Sung-min y Shin Ji-hoo | Jung Sung-min y Shin Ji-hoo | 3:46     |
| 2   | -                           | "Another Day Is Passing" (Inst.)             | -                           | -                           | 3:46     |

### Parte 5
| No. | Intérpretes     | Canción        | Letra | Canción            | Duración |
| --- | --------------- | -------------- | ----- | ------------------ | -------- |
| 1   | Savina & Drones | "Down"         | U.je  | ZigZag Note y U.je | 3:23     |
| 2   | -               | "Down" (Inst.) | -     | -                  | 3:23     |

## Premios y nominaciones
| Año  | Categoría                                                | Premio                      | Nominado (a)       | Resultado |
| ---- | -------------------------------------------------------- | --------------------------- | ------------------ | --------- |
| 2021 | Best Drama Series                                        | 25th Asian Television Award | "Hot Stove League" | Nominado  |
| 2020 | Top Excellent Actor in a Miniseries                      | 7th APAN Star Award         | Namkoong Min       | Nominado  |
| 2020 | Excellent Actress in a Miniseries                        | 7th APAN Star Award         | Park Eun-bin       | Nominada  |
| 2020 | Best Supporting Actor                                    | 7th APAN Star Award         | Oh Jung-se         | Ganó      |
| 2020 | Best Writer                                              | 7th APAN Star Award         | Lee Shin-hwa       | Ganó      |
| 2020 | Daesang (Grand Prize)                                    | 28th SBS Drama Award        | Namkoong Min       | Ganó      |
| 2020 | Top Excellence Award, Actor in a Miniseries Action Drama | 28th SBS Drama Award        | Namkoong Min       | Nominado  |
| 2020 | Excellence Award, Actor in a Miniseries Action Drama     | 28th SBS Drama Award        | Oh Jung-se         | Nominado  |
| 2020 | Excellence Award, Actress in a Miniseries Action Drama   | 28th SBS Drama Award        | Park Eun-bin       | Nominada  |
| 2020 | Best Character Award                                     | 28th SBS Drama Award        | Oh Jung-se         | Ganó      |
| 2020 | Best Supporting Team (Supporting Actor Team Award)       | 28th SBS Drama Award        | "Hot Stove League" | Ganaron   |
| 2020 | Best New Actor                                           | 28th SBS Drama Award        | Jo Byung-gyu       | Ganó      |
| 2020 | Best New Actor                                           | 28th SBS Drama Award        | Ha Do-kwon         | Nominado  |
| 2020 | Outstanding Korean Drama                                 | The Seoul Drama Award       | "Hot Stove League" | Ganó      |
| 2020 | Best Actor                                               | 56th Baeksang Arts Award    | Namkoong Min       | Nominado  |
| 2020 | Best Drama                                               | 56th Baeksang Arts Award    | "Hot Stove League" | Ganó      |
| 2020 | Best Director                                            | 56th Baeksang Arts Award    | Jeong Dong-yoon    | Nominado  |
| 2020 | Best Screenplay                                          | 56th Baeksang Arts Award    | Lee Shin-hwa       | Nominado  |

## Producción
La serie también es conocida como "Stove League". Y está basada en el guion de Lee Shin-hwa.
Fue dirigida por Jeong Dong-yoon, quien contó con el guionista Lee Shin-hwa, mientras que la producción ejecutiva estuvo a cargo de Park Min-yeop.
La primera lectura de guion tuvo lugar el primer fin de semana de septiembre del 2019 en Corea del Sur.
El "Munhak Baseball Stadium", un estadio local del equipo de béisbol profesional de Corea del Sur "SK Wyverns" fue utilizado en la serie y sirvió como lugar de filmación y como imagen en uno de los carteles teaser de la serie. Mientras que las escenas que tuvieron lugar en California fueron filmadas en Hawái.
La serie contó con el apoyo de la compañía de producción "Gill Pictures" y fue distribuida por Seoul Broadcasting System (SBS).

### Recepción
Debido al éxito del drama, el 17 de febrero del 2020 tanto el elenco como el equipo de producción de la serie, se fueron por cuatro días de vacaciones a Saipán.
La serie fue bien recibida por los espectadores, en especial las actuaciones de los actores y los caracteres bien recibidos.